# José Francisco Rojo
José Francisco Rojo Arroita, detto Txetxu Rojo, Chechu Rojo o Rojo I (Bilbao, 28 gennaio 1947 – Leioa, 23 dicembre 2022), è stato un calciatore e allenatore di calcio spagnolo e basco, di ruolo attaccante. Il suo unico club è stato l'Athletic Club, con cui ha giocato 17 stagioni.

## Biografia
Anche suo fratello José Ángel, nato il 19 marzo 1948, fu un calciatore. I due fratelli giocarono insieme nell'Athletic Bilbao dal 1970 al 1977, anno in cui José Ángel passò al Racing Santander.

## Carriera

### Giocatore

#### Club
Rojo iniziò a giocare nelle giovanili dell'Athletic Club di Bilbao, la squadra della sua città natale. Esordì con la prima squadra, allenata da Agustín Gainza, il 26 settembre 1965, nella partita persa per 1-0 contro il Córdoba. Concluse la sua prima stagione in massima serie con 17 presenze e 2 reti, segnate contro Valencia e Español.
Nella stagione successiva trovò meno spazio nel 4-2-4 di Gainza, scendendo in campo in 12 occasioni e andando in gol soltanto nella partita persa per 2-1 a Barcellona contro l'Español il 12 febbraio 1967. In Coppa del Re segnò 2 reti in 5 partite.
Nella stagione 1967-1968 l'Athletic partecipò alla Coppa delle Fiere: Rojo esordì il 13 settembre nella partita vinta per 1-0 al primo turno contro i danesi del BK Frem. I baschi furono eliminati ai quarti di finale dai finalisti del Ferencvárosi TC. Rojo collezionò 6 presenze e un gol. In Coppa del Re realizzò 4 reti in 5 partite. Nella stagione 1968-1969 contribuì alla vittoria della Coppa del Re.
Nella stagione 1969-1970, allenato dal britannico Ronnie Allen, Rojo segnò 7 reti in Primera División, raggiungendo il numero massimo di reti realizzate in un campionato nella sua carriera e contribuendo al raggiungimento del secondo posto in classifica. Realizzò due doppiette nelle partite vinte contro l'Elche e il Las Palmas. Collezionò 2 presenze anche in Coppa delle Coppe dove l'Athletic fu eliminato al primo turno dagli inglesi del Manchester City, vincitori del trofeo per la prima volta.
Nella stagione 1972-1973 fu il migliore marcatore dei baschi in campionato con sette gol e contribuì alla vittoria della seconda Coppa del Re della sua carriera segnando 2 reti in 7 partite.
Raggiunse la finale della Coppa UEFA 1976-1977 e scese in campo all'andata e al ritorno contro la Juventus: gli italiani si aggiudicarono il trofeo per il computo dei gol in trasferta, vincendo per 1-0 a Torino e perdendo 2-1 a Bilbao. Rojo realizzò 2 reti nella fase a eliminazione.
Giocò l'ultima partita con l'Athletic l'11 aprile 1982, quando l'allenatore Javier Clemente lo mandò in campo al posto del difensore Luis de la Fuente al 74' della partita pareggiata per 2-2 in casa del Barcellona.

#### Nazionale
Il 26 marzo 1969 esordì con la Nazionale spagnola scendendo in campo a Valencia nella partita vinta per 1-0 contro la Svizzera. Collezionò 18 presenze e tre reti. Giocò l'ultima partita in Nazionale il 15 novembre 1978 in occasione di una vittoria per 1-0 contro la Romania.
Nel 1979 collezionò due presenze con la Selezione di calcio dei Paesi Baschi, contro l'Irlanda e la Bulgaria.

## Palmarès

### Giocatore

#### Competizioni nazionali
- Coppa di Spagna: 2

Athletic Bilbao: 1968-1969, 1972-1973

#### Competizioni internazionali
- Pequeña Copa del Mundo: 1

Athletic Club: 1967

### Allenatore

#### Competizioni nazionali
- Segunda División (Spagna): 1

Celta Vigo: 1991-1992